# Detroit Pistons 1963-1964
La stagione 1963-64 dei Detroit Pistons fu la 16ª nella NBA per la franchigia.
I Detroit Pistons arrivarono quinti nella Western Division con un record di 23–57, non qualificandosi per i play-off.

## Risultati
| Squadra                | V  | P  | %    | GB |
| ---------------------- | -- | -- | ---- | -- |
| San Francisco Warriors | 48 | 32 | 60,0 | -  |
| St. Louis Hawks        | 46 | 34 | 57,5 | 2  |
| Los Angeles Lakers     | 42 | 38 | 52,5 | 6  |
| Baltimore Bullets      | 31 | 49 | 38,8 | 17 |
| Detroit Pistons        | 23 | 57 | 28,8 | 25 |

## Roster
| N° | Naz.                   | Ruolo | Sportivo         | Anno | Alt. | Peso |
| -- | ---------------------- | ----- | ---------------- | ---- | ---- | ---- |
| 5  | Stati Uniti (bandiera) | G     | Willie Jones     | 1936 | 191  | 84   |
| 10 | Stati Uniti (bandiera) | G     | Don Ohl          | 1936 | 191  | 86   |
| 12 | Stati Uniti (bandiera) | AG    | Ray Scott        | 1938 | 206  | 98   |
| 14 | Stati Uniti (bandiera) | GA    | Eddie Miles      | 1940 | 193  | 88   |
| 15 | Stati Uniti (bandiera) | A     | Jackie Moreland  | 1938 | 201  | 98   |
| 16 | Stati Uniti (bandiera) | C     | Bob Ferry        | 1937 | 203  | 102  |
| 17 | Stati Uniti (bandiera) | C     | Darrall Imhoff   | 1938 | 208  | 100  |
| 18 | Stati Uniti (bandiera) | A     | Bailey Howell    | 1937 | 201  | 95   |
| 19 | Stati Uniti (bandiera) | C     | Reggie Harding   | 1942 | 213  | 113  |
| 21 | Stati Uniti (bandiera) | G     | Kevin Loughery   | 1940 | 191  | 86   |
| 22 | Stati Uniti (bandiera) | GA    | Dave DeBusschere | 1940 | 198  | 100  |
| 24 | Stati Uniti (bandiera) | P     | Donnie Butcher   | 1936 | 188  | 91   |
| 24 | Stati Uniti (bandiera) | AG    | Larry Staverman  | 1936 | 201  | 93   |
| 25 | Stati Uniti (bandiera) | G     | Bob Duffy        | 1940 | 191  | 84   |
| 25 | Stati Uniti (bandiera) | P     | Johnny Egan      | 1939 | 180  | 82   |

## Staff tecnico
- Allenatore: Charley Wolf